# David Pryor

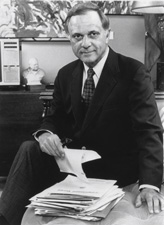
David Pryor

David Hampton Pryor (* 29. August 1934 in Camden, Arkansas; † 20. April 2024 in Little Rock, Arkansas) war ein US-amerikanischer Politiker (Demokratische Partei). Er war zwischen 1975 und 1979 Gouverneur von Arkansas und vertrat diesen Bundesstaat in beiden Kammern des Kongresses.

## Frühe Jahre und politischer Aufstieg
David Pryor besuchte die örtlichen Schulen seiner Heimat und das Henderson State Teachers College in Arkadelphia. Anschließend studierte er an der University of Arkansas, wo er im Jahr 1957 seinen regulären Abschluss machte. Im Jahr 1964 legte er dort auch sein juristisches Examen ab. Zwischenzeitlich war er von 1957 und 1961 im Zeitungswesen tätig, als er die Zeitung „Quachita Citizen“ gründete und herausgab.
Zwischen 1961 und 1966 war Pryor Abgeordneter im Repräsentantenhaus von Arkansas, ehe er von 1967 bis 1972 dem US-Repräsentantenhaus in Washington angehörte. Im Jahr 1974 wurde er als Kandidat seiner Demokratischen Partei zum neuen Gouverneur von Arkansas gewählt. Dabei musste er sich innerparteilich unter anderem gegen Ex-Gouverneur Orval Faubus durchsetzen.

## Gouverneur von Arkansas
Pryors Amtszeit als Gouverneur begann am 14. Januar 1975 und endete nach einer erfolgreichen Wiederwahl im Jahr 1976 am 3. Januar 1979 mit seinem Rücktritt, weil er ein Mandat im US-Senat errungen hatte. Ein Hauptanliegen seiner Regierung war die Überarbeitung der Verfassung von Arkansas. Das stieß innenpolitisch auf starken Widerstand und die von ihm geplante Kommission zur Verfassungsreform konnte erst im Jahr 1979, nach dem Ende seiner Amtszeit, zusammentreten. Pryor berief viele Afroamerikaner und Frauen in Regierungsgremien und bemühte sich um eine solide Haushaltspolitik. Außerdem wurde mit dem State Natural and Cultural Heritage Department ein neues Ministerium geschaffen.

## Weiterer Lebenslauf
Nachdem er in den Senat gewählt worden war, trat er am 3. Januar 1979 von seinem Amt zurück. Die restliche Amtszeit von sechs Tagen musste Vizegouverneur Joe Purcell beenden, ehe das Amt an den neuen Gouverneur Bill Clinton überging. David Pryor blieb zwischen 1979 und 1997 im Senat in Washington. Dort war er in vielen Ausschüssen und Unterausschüssen vertreten. Er stieg dort auch zu einem der Führer der Demokratischen Fraktion auf. Im Jahr 2000 wurde Pryor für zwei Jahre Leiter des politischen Instituts der Harvard University (Kennedy School of Government). Ende 2003 wurde er Dekan der Clinton School of Public Service, die ein Teil der University of Arkansas ist.
David Pryor war mit Barbara Jean Lunsford verheiratet, mit der er drei Söhne hatte, darunter Mark Pryor, der von 2003 bis 2015 den ehemaligen Sitz seines Vaters im US-Senat innehatte.
David Pryor starb am 20. April 2024 in seinem Zuhause in Little Rock im Alter von 89 Jahren.